# Эль-Чапарро
Эль-Чапарро (исп. El Chaparro) — город на северо-востоке Венесуэлы, на территории штата Ансоатеги. Является административным центром муниципалитета Сэр-Артур-Макгрегор.

## Географическое положение
Эль-Чапарро расположен в западной части штата, к северу от реки Унаре, на расстоянии приблизительно 106 километров к юго-юго-западу (SSW) от Барселоны, административного центра штата. Абсолютная высота — 92 метра над уровнем моря.

## Климат
Климат города характеризуется как тропический, с сухой зимой и дождливым летом (Aw в классификации климатов Кёппена). Среднегодовое количество атмосферных осадков — 1197 мм. Наименьшее количество осадков выпадает в марте (5 мм), наибольшее количество — в августе (214 мм). Средняя годовая температура составляет 27,2 °C.

## Население
По данным Национального института статистики Венесуэлы, численность населения города в 2013 году составляла 9195 человек.